# Ariën van Weesenbeek
Ariën van Weesenbeek (17 maggio 1980) è un batterista e cantante olandese, membro del gruppo musicale symphonic metal Epica ed ex-membro del gruppo death metal God Dethroned.

## Biografia
Ha cominciato a suonare la batteria a sette anni, ed ha frequentato la scuola locale per circa 12 anni. Si è laureato al conservatorio di Rotterdam. Ha suonato con i God Dethroned per più di sei anni, ha registrato tre album e affrontato vari tour con loro. Ha partecipato al progetto del chitarrista degli After Forever Sander Gommans, chiamato HDK. È anche un insegnante di batteria.

## Discografia

### Con i God Dethroned
- 2003 – Into the Lungs of Hell
- 2004 – The Lair of the White Worm
- 2006 – The Toxic Touch

### Con gli Epica
- 2007 – The Divine Conspiracy
- 2008 – The Classical Conspiracy - Live in Miskolc, Hungary
- 2009 – Design Your Universe
- 2012 – Requiem for the Indifferent
- 2014 – The Quantum Enigma
- 2016 – The Holographic Principle
- 2021 – Omega (Epica)

### Con i MaYaN
- 2011 – Quarterpast
- 2014 – Antagonise

### Collaborazioni
- 2004 – Imperia - The Ancient Dance of Qetesh
- 2006 – Delain - Lucidity
- 2009 – HDK - System Overload